# Bolton Abbey
Bolton Abbey – wieś i civil parish w Anglii, w North Yorkshire, w dystrykcie (unitary authority) North Yorkshire. W 2011 civil parish liczyła 111 mieszkańców. Bolton Abbey jest wspomniana w Domesday Book (1086) jako Bodeltone.